# Робочий графік 996
Робочий графік 996 ( кит.: 996工作制 ) — це робочий графік, що практикується деякими компаніями в Китаї. Свою назву він отримав від вимоги, щоб працівники працювали з 9:00 до 21:00, 6 днів на тиждень; тобто 72 години на тиждень, 12 годин на день. Ряд IT-компаній материкового Китаю прийняли цю систему як свій офіційний робочий графік. Критики стверджують, що такий графік порушує трудове законодавство, і називають його «сучасним рабством».
У березні 2019 року на GitHub розпочався протест проти 996. Відтоді питання 996 викликає дедалі більше невдоволення в Китаї, але, незважаючи на офіційні обіцянки Китаю позбутися 996, цей графік все ще широко використовується.

## Бекграунд
Надурочна робота має довгу історію в китайських ІТ-компаніях . Компанії вживають низку заходів, таких як відшкодування вартості проїзду в таксі для співробітників, які залишаються працювати в офісі до пізньої ночі, щоб стимулювати надурочну роботу.
За оцінками, понад три чверті міських працівників у великих містах, таких як Пекін, Шанхай і Гуанчжоу, страждають від пов’язаної з роботою втомою, біллю в опорно-руховому апараті, розладів сну  або харчової поведінки, професійного стресу та дисбалансу між роботою та сім’єю. За даними китайського державного ЗМІ People's Daily, опитування 2013 року показало, що 98,8% китайських працівників ІТ-індустрії заявили, що мають проблеми зі здоров’ям. Протягом останніх десятиліть через систему 996 та інші системи понаднормової роботи в Китаї траплялися численні смерті від перевтоми та самогубства.
У 2020 році було проведено дослідження, яке показало, що «китайські підприємства частіше використовують екстремальні робочі графіки, ніж американські». Інше дослідження порівняло культуру 996 року з «сучасним рабством», сформованим через поєднання «необмеженого глобального капіталізму та конфуціанської культури ієрархії та покори».

### Законодавство, що стосується цього питання
Закон про працю Китайської Народної Республіки говорить: 
Глава 4 Стаття 36 Держава практикує систему робочого часу, згідно з якою працівники повинні працювати не більше восьми годин на день і в середньому не більше ніж 44 години на тиждень.
Стаття 41. Роботодавець може подовжувати робочий час у зв'язку з потребами виробництва або підприємства після консультації з профспілкою та працівниками. Тривалість робочого часу, що підлягає продовженню, як правило, не повинна перевищувати одну годину на день або не більше трьох годин на день, якщо таке продовження необхідно через особливі причини та за умови забезпечення фізичного здоров’я працівників. Однак, тривалість подовженої роботи, не повинна перевищувати 36 годин на місяць.
Стаття 44 Роботодавець повинен виплачувати працівникам більшу заробітну плату, ніж за звичайну роботу відповідно до наступних стандартів у будь-якому з таких випадків:
(1) Виплата заробітної плати працівникам у розмірі не менше 150 відсотків їхньої заробітної плати, якщо робітників просять працювати довше; 2) виплата заробітної плати працівникам у розмірі не менше 200 відсотків їхньої заробітної плати, якщо після цього не може бути організовано відпочинок для працівників, які працюють у дні відпочинку; (3) Виплата заробітної плати працівникам у розмірі не менше 300 відсотків їхньої заробітної плати, якщо працівники залучаються до роботи в офіційні свята.
Глава 12 Стаття 90 Якщо роботодавець продовжує робочий час з порушенням положень цього Закону, органи управління праці можуть попередити його, наказати зробити виправлення та можуть накласти на нього штраф.
Стаття 91 Роботодавця, причетного до будь-якого з перерахованих нижче випадків, що порушують законні права та інтереси працівників, адміністрація праці зобов'язує виплатити працівникам заробітну плату або відшкодувати економічні збитки, і навіть може зобов'язати виплатити компенсацію: :

 (2) Відмова виплачувати працівникам заробітну плату за більшу тривалість роботи;

## Компанії, що використовують 996

### 58.com
У вересні 2016 року рекламний сайт 58.com офіційно оголосив про запровадження графіку 996, викликавши критику з боку співробітників і громадських коментаторів. Компанія відповіла, що графік 996 буде заохочуватись, але не буде обов’язковою практикою.

### ByteDance
У статті CNBC у травні 2021 року повідомлялося, що працівники ByteDance (материнської компанії TikTok) були невдоволені графіком 996.  Через невдоволеність робочим графіком люди оминали працевлаштування у TikTok. У листопаді 2021 року ByteDance відмовився від 996 і запровадив дещо скорочений робочий день.

### JD.com
Після того, як розклад 58.com, де використовувався графік 996 було оприлюднено. Внутрішній електронний лист від віце-президента Ган Хе ( кит.: 何剛 ) JD.com просочився в Інтернет. В листі містилася вимога до керівництва JD.com запровадити графік 996 «на гнучкій основі».
15 березня 2019 року співробітник JD.com припускав, що деякі департаменти почали впроваджувати розклад 995 (з 9:00 до 21:00, але 5 днів на тиждень), тоді як інші департаменти вже завершили це робити. Після звіту відділ зв’язків з громадськістю JD.com оголосив, що надурочна робота не є обов’язковою.
Річард Лю, засновник компанії, називав людей, які скаржаться на графік роботи, «неробами».

### Pinduoduo
На початку січня 2021 року платформу електронної комерції Pinduoduo звинуватили в примушуванні своїх співробітників до надзвичайно інтенсивної понаднормової роботи, що нібито призвело до смерті 22-річного працівника. Пізніше офіційний обліковий запис Pinduoduo опублікував (але невдовзі після цього видалив) відповідь на Zhihu, в якій говориться: «Ті, хто знаходиться на дні суспільства, заробляють свою зарплату, ризикуючи втратити своє життя».
Лише через кілька днів після подій на початку січня ще один співробітник покінчив життя самогубством, стрибнувши з висоти. 10 січня джерела новин повідомили, що Pinduoduo звільнив співробітника, який опублікував фотографії, на яких видно, як його колегу несуть у машині швидкої допомоги.

### Youzan
У січні 2019 року співробітник Youzan заявив на соціальній платформі Maimai, що їхній керівник ввів графік 996. Бай Я, генеральний директор Youzan, відповів: «Через кілька років ми подивимось на це, як на щось хороше». Деякі ЗМІ розкритикували такий графік. Пізніше того ж місяця група нагляду за працею району Сіху, Ханчжоу оголосила, що компанія перебуває під слідством.

### Інші
Щонайменше 40 компаній, у тому числі Huawei та Alibaba Group, запровадили графік 996 або ще більш інтенсивну альтернативу.

## Онлайн протести

### 996.ICU Кампанія на GitHub

Логотип проекту Anti-996 GitHub

26 березня 2019 року було творено репозиторій 996.ICU та вебсайт. Репозиторій на GitHub стверджує, що назва «996.icu» означає, що розробники, які працюють у системі 996 (з 9:00 до 21:00, 6 днів на тиждень), можуть ризикувати погіршенням здоров’я та можливим перебуванням у відділенні інтенсивної терапії (Intensive Care Unit). Гасло руху – «життя розробників мають значення».
Через два дні, 28 березня 2019 року, репозиторій вже отримав 50 тисяч зірок, а 30 березня 2019 року – 100 тисяч зірок, що зробило його найпопулярнішим репозиторієм на GitHub. 31 березня 2019 року сховище досягло 120 тисяч зірок, а 9 квітня 2019 року – 200 тисяч зірок, що зробило його другим за кількістю зірок репозиторієм на GitHub. Шквал активності призвів до того, що сторінка «проблеми» репозиторію була заповнена спамом і закрита, що гаряче обговорювалося на Zhihu, Sina Weibo та WeChat.
Початковою метою репозиторію було скласти список компаній, які використовують графік 996, але незабаром це переросло в рух. Anti 996 License було створено, щоб заборонити використовувати продукти з відкритим кодом, що знаходяться під ліцензією, виключно тим компаніям, що використовують 996.
2 квітня 2019 року широко повідомлялося, що браузер Tencent QQ і WeChat, UC-браузер Alibaba, 360-браузер Qihoo 360 і багато інших веб-переглядачів материкового Китаю на основі Chromium заблокували репозиторій 996.icu на GitHub, описуючи його як «незаконний і шахрайський сайт».
18 квітня 2019 року співробітники Microsoft і GitHub створили репозиторій GitHub під назвою «support.996.ICU» для підтримки руху Anti-996, який, на їхню думку, може бути під загрозою цензури китайського уряду.

## Реакції

### Підтримка
Джек Ма заявив, що працівники повинні вважати 996 «великим благословенням», оскільки немає способу «досягти успіху, не докладаючи додаткових зусиль і часу», тоді як Річард Лю, засновник JD.com, сказав, що «Нероби мені не брати!»  Джейсон Калаканіс, підприємець та ангел-інвестор, описує 996 як «ту саму робочу етику, яка побудувала Америку».

### Критика
Кілька китайських ЗМІ розкритикували графік 996. Сінь Ши Пін з інформаційного агентства Сіньхуа сказав, що ця система «порушує трудове законодавство та відбирає здоров'я та майбутнє. Вона завдає шкоди працьовитим працівникам і є неправильним розумінням сумлінної праці». The People's Daily писав, що «пропаганда сумлінності» не означає, що необхідно вдаватися до графіку 996 та нав’язувати його»,, тоді як редакційна стаття в Службі новин Китаю стверджувала, що «не потрібно міняти життя на гроші».
Beijing Daily розкритикувала Джека Ма та Річарда Лю за «хизування» графіком 996, стверджуючи, що він «спрямований на приховування зменшення зарплати», тоді як Ван Сінья, автор Banyuetan, заявив, що деякі підприємці нехтували законом і пов'язуючи 996 з сумлінністю, та назвав цей графік «отруйним курячим супом». Ван також заявив, що система не має нічого спільного з сумлінністю співробітників, але має все спільне з інтересами компанії.
Розробник Python Гвідо ван Россум назвав робочий графік 996 «нелюдським». У 2021 році китайські вчені наголошували законотворцям, що «існує необхідність реформувати трудове законодавство, щоб зменшити робочий час на одного працівника в Китаї (а також приборкати культуру надмірної праці, таку як графік 996)». Вчені наголошували, що без таких ініціатив політика подвійного обігу приречена на провал.

### Юридичні питання
Графік 996 було визнано незаконним Верховним Народним Судом 27 серпня 2021 року  Однак є сумніви, що постанови суду будуть виконуватись.

## Дивіться також
- Восьмигодинний робочий день
- Karōshi
- Просте життя
- Тан пінг
- Робочий час

## Список джерел
1. 1 2  Xue Yujie (28 березня 2019). David Paulk (ред.). Chinese Developers Protest Overwork on GitHub. Sixth Tone (англ.). Архів оригіналу за 31 березня 2019. Процитовано 31 березня 2019.
2. ↑  Denise Hruby (8 травня 2018). Young Chinese are sick of working long hours. BBC (англ.). Архів оригіналу за 2 квітня 2019. Процитовано 2 квітня 2019.
3. ↑  Zhao, Ang (3 червня 2018). 不接受"996"是不能吃苦？媒体：合法权益应获保障 [Do not accept "996" is not able to work hard? Media: Legal rights should be protected]. Xinhuanet (zh-hans) . Workers' Daily. Архів оригіналу за 31 березня 2019. Процитовано 30 березня 2019.
4. ↑  Sarah Dai; Li Tao (29 січня 2019). China's work ethic stretches beyond '996' as tech companies feel the impact of slowdown. South China Morning Post (англ.). Архів оригіналу за 31 березня 2019. Процитовано 31 березня 2019.
5. ↑  Li Yuan (22 лютого 2017). China's Grueling Formula for Success: 9-9-6. The Wall Street Journal (англ.). Архів оригіналу за 31 березня 2019. Процитовано 31 березня 2019.
6. ↑  Zheping Huang (20 березня 2019). No sleep, no sex, no life: tech workers in China's Silicon Valley face burnout before they reach 30. South China Morning Post (англ.). Архів оригіналу за 5 квітня 2019. Процитовано 5 квітня 2019.
7. 1 2  Wang, Jenny Jing (2020). How managers use culture and controls to impose a '996' work regime in China that constitutes modern slavery. Accounting & Finance (англ.). 60 (4): 4331—4359. doi:10.1111/acfi.12682. ISSN 1467-629X.
8. ↑  Lu, Ying-Ying (13 квітня 2019). Ep. 42: To 996, or Not to 996, That Is the Question. Pandaily (англ.). Архів оригіналу за 29 квітня 2019. Процитовано 29 квітня 2019.
9. ↑  Yuan Yang (3 квітня 2019). China tech worker protest against long working hours goes viral. Financial Times (англ.). Архів оригіналу за 3 квітня 2019. Процитовано 5 квітня 2019.
10. ↑  Bill Ide (4 квітня 2019). China Tech Workers Protest Long Work Hours in Online Campaign. VOA News (англ.). Архів оригіналу за 5 квітня 2019. Процитовано 5 квітня 2019.
11. ↑  Lin Qiqing; Raymond Zhong (29 квітня 2019). '996' Is China's Version of Hustle Culture. Tech Workers Are Sick of It. The New York Times (англ.). Архів оригіналу за 3 травня 2019. Процитовано 3 травня 2019.
12. ↑  Hamer, Lars (5 грудня 2022). China's Gen-Z Is Entering the Workforce. Employers Are Terrified. Sixth Tone (англ.). Процитовано 3 лютого 2023.
13. ↑  Yang, Stephanie (30 січня 2023). Burned out by COVID, Chinese professionals take up nomadic life: 'I wasted so much time'. Los Angeles Times. Процитовано 3 лютого 2023.
14. ↑  Yip, Waiyee (1 вересня 2021). China steps in to regulate brutal '996' work culture. BBC News. Процитовано 3 лютого 2023.
15. ↑  Wang, Pinzhi (30 березня 2018). 50.7%受访者称所在企业有"加班文化" [50.7% of respondents said their companies have an "overtime culture"]. Xinhuanet (zh-hans) . China Youth Daily. Архів оригіналу за 31 березня 2019. Процитовано 31 березня 2019.
16. 1 2  Liu, Jia, ред. (31 січня 2019). 默认996工作制背后：被撕掉的焦虑遮羞布 [Behind the default 996 work system: the shame of being torn off anxiety]. 第一财经 (zh-hans) . Архів оригіналу за 31 березня 2019. Процитовано 31 березня 2019.
17. ↑  Liang, Lu-Hai (21 січня 2021). The psychology behind 'revenge bedtime procrastination'. BBC. Процитовано 19 травня 2022.
18. ↑  Tsui, Audrey H.H. (27 червня 2008). Asian wellness in decline: a cost of rising prosperity. International Journal of Workplace Health Management. 1 (2): 123—135. doi:10.1108/17538350810893919. ISSN 1753-8351. Процитовано 29 травня 2022.
19. ↑  Monet, Charmika (26 березня 2014). Working to Death in China. The Diplomat. Процитовано 29 травня 2022.
20. ↑  英报：过劳死提醒中国人"懒散些" [British newspaper: overwork death reminds Chinese people to "be lazy"]. People's Daily. Xinhua News Agency. 6 березня 2014. Архів оригіналу за 26 січня 2021. Процитовано 29 травня 2022. 信息技术(IT)从业人员似乎尤其脆弱：近日一项覆盖35万IT从业者的调查显示，98.8%的受访者表示自己有健康问题。
21. ↑  Death from Overwork in China. China Labour Bulletin (англ.). 11 серпня 2006. Процитовано 19 травня 2022.
22. ↑  Tan, JS (2022). Tech Workers Lie Flat. Dissent. Процитовано 19 травня 2022.
23. ↑  Zhang, Jiayun; Chen, Yang; Gong, Qingyuan; Wang, Xin; Ding, Aaron Yi; Xiao, Yu; Hui, Pan (March 2021). Understanding the Working Time of Developers in IT Companies in China and the United States. IEEE Software. 38 (2): 96—106. doi:10.1109/MS.2020.2988022. ISSN 0740-7459.
24. ↑  China steps in to regulate brutal '996' work culture. BBC News (брит.). 1 вересня 2021. Процитовано 20 березня 2022.
25. ↑  Leak from 58.com: Chinese tech companies' overtime culture. e27 (англ.). 5 вересня 2016. Архів оригіналу за 28 квітня 2019. Процитовано 28 квітня 2019.
26. ↑  Zhao, Lei; Wang, Yu (3 вересня 2016). 58同城员工吐槽"996工作制" [58 Tongcheng employees spit out "996 work system"]. Phoenix New Media (zh-hans) . The Beijing News. Архів оригіналу за 31 березня 2019. Процитовано 30 березня 2019.
27. 1 2 3 4  Office workers in China organise a rare online labour movement. The Economist. 17 квітня 2019. Архів оригіналу за 29 квітня 2019. Процитовано 29 квітня 2019.
28. ↑  Shead, Sam (6 травня 2021). Why some tech workers are turning down jobs at TikTok. Процитовано 23 квітня 2022.
29. ↑  Huang, Zheping (31 жовтня 2021). TikTok Owner ByteDance Mandates Shorter Working Hours. Bloomberg.com. Процитовано 23 квітня 2022.
30. ↑  Song, Tao (2 вересня 2016). 不学好！曝京东云高管"以身作则"实行996工作制 [To be no good! JD's executives were exposed to "lead as example" to implement the 996 work system]. qudong.com (zh-hans) . Архів оригіналу за 31 березня 2019. Процитовано 30 березня 2019.
31. ↑  Xu, Qian'ang (12 березня 2019). 京东回应"955工作制"：不强制，但要全情投入 [JD's responses to "955 working hour system": not mandatory, but emplorees need to be fully engaged at work]. Guancha.cn (zh-hans) . Архів оригіналу за 31 березня 2019. Процитовано 30 березня 2019.
32. 1 2  Josh Horwitz; Brenda Goh (13 квітня 2019). China's JD.com boss criticizes 'slackers' as company makes cuts. Reuters (англ.). Архів оригіналу за 29 квітня 2019. Процитовано 29 квітня 2019.
33. ↑  Yujie Xue (4 січня 2021). Death of 22-year-old Pinduoduo employee renews controversy over China's 996 overwork culture, sparking an investigation. South China Morning Post. Архів оригіналу за 5 січня 2021. Процитовано 5 січня 2021.
34. ↑  Death of Chinese tech worker fuels anger over brutal hours. The Washington Post. 5 січня 2021. Архів оригіналу за 5 січня 2021. Процитовано 11 січня 2021.
35. ↑  知乎回应拼多多账号截图：身份真实无误相关回答实为自行删 [Zhihu's responses to Pinduoduo screenshots: No doubts of authenticity, answer was actually self-deleted]. Sina News. 4 січня 2021. Архів оригіналу за 4 січня 2021.
36. ↑  2 employee deaths and a viral video renew debate of China's '996' overwork culture. Fortune. 11 січня 2021. Архів оригіналу за 11 січня 2021. Процитовано 11 січня 2021.
37. ↑  New employee death at Chinese tech giant Pinduoduo prompts calls for boycott. The Washington Post. 11 січня 2021. Архів оригіналу за 11 січня 2021. Процитовано 11 січня 2021.
38. ↑  网传拼多多员工因在网上发布同事被抬上救护车的照片，被管理层逼迫主动辞职、赶出公司？事件真实性如何？ [It was reported that a Pinduoduo employee was forced to resign and kicked out of the company by the management for posting photos of a colleague being carried in an ambulance online? What is the authenticity of the incident?]. Zhihu. Архів оригіналу за 25 червня 2021.
39. ↑  拼多多员工因发帖被逼主动辞职. Sina News. Архів оригіналу за 11 січня 2021.
40. ↑  三言财经 (28 січня 2019). 有赞年会宣布996制度、鼓励员工离婚，为什么越来越多企业炫耀"扭曲"价值观？. 36氪 (zh-hans) . Архів оригіналу за 31 березня 2019. Процитовано 30 березня 2019.
41. ↑  张瑜 (29 січня 2019). 尹淑琼 (ред.). 强推"996"工作制 有赞做错了什么？. 南报网 (zh-hans) . Архів оригіналу за 31 березня 2019. Процитовано 30 березня 2019.
42. ↑  尹莉娜 (31 січня 2019). 杭州劳动监察部门回应有赞"996"工作制：已介入调查. 搜狐 (zh-hans) . Архів оригіналу за 31 березня 2019. Процитовано 31 березня 2019.
43. ↑  Wen, Jing (5 квітня 2019). 互联网公司加班问题加剧 40家陷"996"工作制风波 [The problem of overtime work in Internet companies has intensified, and 40 companies are caught in the "996" work system troubles]. China Central Television (zh-hans) . Beijing Youth Daily. Архів оригіналу за 9 квітня 2019. Процитовано 9 квітня 2019.
44. ↑  Qiqing, Lin; Zhong, Raymond (29 квітня 2019). '996' Is China's Version of Hustle Culture. Tech Workers Are Sick of It. The New York Times (амер.). ISSN 0362-4331. Процитовано 8 червня 2021.
45. ↑  996.ICU/README.md. GitHub. 30 березня 2019. Процитовано 31 березня 2019.
46. ↑  Yingzhi Yang (29 березня 2019). 'Developers' lives matter' – Chinese software engineers use Github to protest against the country's 996 work schedule. South China Morning Post (англ.). Архів оригіналу за 31 березня 2019. Процитовано 31 березня 2019.
47. ↑  China's tech workers protest brutal work culture with communist jingles. Inkstone (англ.). 29 березня 2019. Архів оригіналу за 31 березня 2019. Процитовано 31 березня 2019.
48. ↑  局长 (29 березня 2019). No sleep, no sex, no life，程序员这次忍不了了. 开源中国 (zh-hans) . Архів оригіналу за 31 березня 2019. Процитовано 31 березня 2019.
49. ↑  Xinmei Shen (28 березня 2019). Follow China's "996" work hours and you'll end up in an ICU, says Chinese developer. Abacus (англ.). Архів оригіналу за 31 березня 2019. Процитовано 31 березня 2019.
50. ↑  RADII China (28 березня 2019). GitHub Protest Over Chinese Tech Companies' "996" Culture Goes Viral. RADII (англ.). Архів оригіналу за 31 березня 2019. Процитовано 31 березня 2019.
51. ↑  Liao, Shannon (2 квітня 2019). Chinese developers use GitHub to protest long work hours. The Verge (англ.). Архів оригіналу за 9 квітня 2019. Процитовано 9 квітня 2019.
52. ↑  橙皮书 (28 березня 2019). 用代码抗议996加班：集结在github上的程序员，正在进行一场社会实验. 36氪 (zh-hans) . Архів оригіналу за 31 березня 2019. Процитовано 30 березня 2019.
53. ↑  Alfred数据室 (29 березня 2019). 数据解读｜都是哪些程序员在GitHub上反对996？. 澎湃新闻 (zh-hans) . Архів оригіналу за 31 березня 2019. Процитовано 31 березня 2019.
54. 1 2  唐云路; 罗骢 (4 квітня 2019). 996 惹怒程序员之后，他们的抗议引发了全球关注. Qdaily (zh-hans) . Архів оригіналу за 5 квітня 2019. Процитовано 5 квітня 2019.
55. ↑  火爆的996.ICU项目正在酝酿开源许可证 禁止996公司使用. cnBeta.COM (zh-hans) . 蓝点网. 29 березня 2019. Архів оригіналу за 31 березня 2019. Процитовано 31 березня 2019.
56. ↑  Xinmei Shen (3 квітня 2019). Chinese browsers block protest against China's 996 overtime work culture. Abacus (англ.). Архів оригіналу за 4 квітня 2019. Процитовано 3 квітня 2019.
57. ↑  Shannon Liao (22 квітня 2019). Microsoft workers pressure company to stand by embattled Chinese GitHub repo. The Verge (англ.). Архів оригіналу за 23 квітня 2019. Процитовано 23 квітня 2019.
58. ↑  David Reid (23 квітня 2019). Microsoft employees add support to Chinese tech workers protesting 'grueling' overtime culture. CNBC (англ.). Архів оригіналу за 23 квітня 2019. Процитовано 23 квітня 2019.
59. ↑  Microsoft workers join China's debate over grueling workweek. ABC News (англ.). Associated Press. 22 квітня 2019. Архів оригіналу за 23 квітня 2019. Процитовано 23 квітня 2019.
60. ↑  Rosalie Chan (23 квітня 2019). A group of Microsoft and GitHub employees have come out in support of Chinese tech workers protesting the infamous '996' work hours. Business Insider (англ.). Архів оригіналу за 23 квітня 2019. Процитовано 23 квітня 2019.
61. ↑  Sarah Emerson (23 квітня 2019). Microsoft Employees Support Chinese Developers Fighting for Fair Labor Practices. Motherboard (англ.). Архів оригіналу за 23 квітня 2019. Процитовано 23 квітня 2019.
62. ↑  Caroline O'Donovan (22 квітня 2019). A Post About China's "996" Workweek Went Viral On GitHub. Now Microsoft Employees Want To Protect It From Censorship. BuzzFeed News (англ.). Архів оригіналу за 23 квітня 2019. Процитовано 23 квітня 2019.
63. ↑  Serenitie Wang; Daniel Shane (16 квітня 2019). Jack Ma endorses China's controversial 12 hours a day, 6 days a week work culture. CNN (англ.). Архів оригіналу за 16 квітня 2019. Процитовано 16 квітня 2019.
64. ↑  Jack Ma defends the 'blessing' of a 12-hour working day. BBC News (англ.). 15 квітня 2019. Архів оригіналу за 16 квітня 2019. Процитовано 16 квітня 2019.
65. ↑  Lulu Yilun Chen; Bloomberg (15 квітня 2019). Alibaba's Jack Ma Again Endorses China's '996' Overtime Culture as Testament to Professional Passion. Fortune (англ.). Архів оригіналу за 16 квітня 2019. Процитовано 16 квітня 2019.
66. ↑  Nicole Lyn Pesce (15 квітня 2019). Alibaba's Jack Ma calls the '996' — China's 72-hour workweek — a 'huge blessing'. MarketWatch (англ.). Архів оригіналу за 16 квітня 2019. Процитовано 16 квітня 2019.
67. ↑  Lily Kuo (15 квітня 2019). Working 9 to 9: Chinese tech workers push back against long hours. The Guardian (англ.). Архів оригіналу за 17 квітня 2019. Процитовано 17 квітня 2019.
68. ↑  Bryce Covert (21 квітня 2019). The Richest Man in China Is Wrong. 12-Hour Days Are No 'Blessing.'. The New York Times (англ.). Архів оригіналу за 3 травня 2019. Процитовано 3 травня 2019.
69. ↑  @Jason (15 квітня 2019). #Founders: We're up against #JackMa... (Твіт) — через Твіттер.
70. ↑  辛识平 (15 квітня 2019). 辛识平：奋斗应提倡，996当退场. 新华网 (zh-hans) . Архів оригіналу за 16 квітня 2019. Процитовано 16 квітня 2019.
71. ↑  【#你好，明天#】. 人民微博--人民日报 (zh-hans) . 14 квітня 2019. Архів оригіналу за 16 квітня 2019. Процитовано 16 квітня 2019.
72. ↑  人民日报微评：崇尚奋斗 绝不等于强制"996". 新浪财经. 14 квітня 2019. Архів оригіналу за 16 квітня 2019. Процитовано 16 квітня 2019.
73. ↑  人民日报发声：崇尚奋斗，不等于强制996. 搜狐. 中国财经报. 14 квітня 2019. Архів оригіналу за 16 квітня 2019. Процитовано 16 квітня 2019.
74. ↑  逃离996：我宁可不婚不育不买房，也不要拼命. 人民网 (zh-hans) . 中国新闻网. 16 квітня 2019. Архів оригіналу за 16 квітня 2019. Процитовано 16 квітня 2019.
75. ↑  董禹含 (15 квітня 2019). 马云强东争相鼓吹"996"背后是变相降薪或裁员. 人民网 (zh-hans) . 北京日报. Архів оригіналу за 16 квітня 2019. Процитовано 16 квітня 2019.
76. ↑  王新亚 (15 квітня 2019). 孔德明 (ред.). 半月谈评论：996与奋斗无关，与利益有关. 半月谈 (zh-hans) . Архів оригіналу за 16 квітня 2019. Процитовано 16 квітня 2019.
77. ↑  Qu, Tracy (9 квітня 2019). How GitHub became a bulletin board for Chinese tech worker complaints. Quartz (англ.). Процитовано 29 травня 2022.
78. ↑  Alibaba's Founder Jack Ma Says 996 Work Schedule Is a Blessing for Employees. PingWest (англ.). 12 квітня 2019. Архів оригіналу за 18 квітня 2019. Процитовано 18 квітня 2019.
79. ↑  Rita Liao (12 квітня 2019). China's startup ecosystem is hitting back at demanding working hours. TechCrunch (англ.). Архів оригіналу за 18 квітня 2019. Процитовано 18 квітня 2019.
80. ↑  Javed, Saad Ahmed; Bo, Yu; Tao, Liangyan; Dong, Wenjie (7 червня 2021). The 'Dual Circulation' development model of China: Background and insights. Rajagiri Management Journal (англ.). 17: 2—20. doi:10.1108/RAMJ-03-2021-0016. ISSN 0972-9968.
81. ↑  China Spells Out How Excessive 996 Work Culture is Illegal. Bloomberg.com (англ.). 27 серпня 2021.
82. ↑  Meng, Siyuan (15 листопада 2021). China's burned-out tech workers are fighting back against long hours. MIT Technology Review. Процитовано 21 червня 2022. But even though authorities and state media seem to be taking a tougher stand, it is unclear when or if the rules that make 996 illegal will be fully enforced.
83. ↑  Liu, Hong Yu (24 січня 2022). The role of the state in influencing work conditions in China's internet industry: Policy, evidence, and implications for industrial relations. Journal of Industrial Relations. 65: 12. doi:10.1177/00221856211068488. ISSN 0022-1856. The contradictory rulings by the district courts in these cases, one for the employee and two against, suggest that the legislative framework in China is not in a position that can stand firmly to defend workers against the inhumane and unlawful working hours. Wang and Cooke (2021) found a similar level of arbitrariness in court rulings in labour disputes between Chinese platforms and their workers.

## Зовнішні посилання
- 996.icu
- 996ICU на GitHub
- The Extreme 996 Work Culture in China на YouTube